# Cecilie Leganger
Cecilie Leganger (* 12. März 1975 in Bergen, Norwegen) ist eine ehemalige norwegische Handballspielerin.

## Karriere
Die Torhüterin begann das Handballspielen mit 13 Jahren bei Løv-Ham. Nachdem sie anschließend bei Fyllingen Håndball und Tertnes IL spielte, unterbrach sie für ein Jahr ihre Karriere, da sie sich ausgebrannt fühlte. 
1997 gab sie ihr Comeback bei Bækkelagets SK, mit dem sie in den vier folgenden Jahren insgesamt fünf nationale und internationale Titel gewinnen konnte. Anschließend kehrte sie zu Ternes IL zurück. Zwei Jahre später verließ die Welthandballerin des Jahres 2001 Norwegen, um für den slowenischen Spitzenverein Krim Ljubljana zu spielen. Mit Krim erreichte sie das Finale der Champions League, wo sie ihrem späteren Verein Slagelse DT unterlag. 2008 wechselte Leganger zum Ligarivalen FCK Håndbold, wo sie insgesamt zwei Jahre das Tor hütete. Anschließend unterzeichnete Leganger einen Vertrag beim norwegischen Spitzenverein Larvik HK. Nach der Saison 2012/13 beendete sie ihre Karriere. Nach einer schweren Verletzung von Lene Rantala, wurde Leganger jedoch im Herbst 2013 wieder von Larvik HK reaktiviert. Beim ersten Pflichtspieleinsatz am 5. Oktober 2013 verletzte sie an der Achillessehne und fiel anschließend verletzt aus. Im September 2014 gab sie ihr Karriereende bekannt.
Ihr Länderspieldebüt in der norwegischen Nationalmannschaft gab sie am 2. Februar 1993. Sie bestritt 162 Länderspiele für Norwegen, in denen sie ein Tor warf. Mit dem norwegischen Team konnte sie Europameisterschaft 1998 und im darauffolgenden Jahr die Weltmeisterschaft gewinnen.
Leganger leitete ab 2016 das vereinsübergreifende Torwarttraining für Torwarttalente, die in westlichen Region des norwegischen Handballverbandes in den beiden höchsten Spielklassen aktiv waren. Im Herbst 2018 übernahm sie das Torwarttraineramt von Fana IL.

## Erfolge

### Nationalmannschaft
- Gewinn der Weltmeisterschaft 1999
- 2. Platz bei der Weltmeisterschaft 2001
- 3. Platz bei der Weltmeisterschaft 1993
- Gewinn der Europameisterschaft 1998
- 3. Platz bei der Europameisterschaft 1994
- Bronzemedaille bei den Olympischen Spielen 2000

### Vereinshandball
- Europapokal der Pokalsieger 1998, 1999, 2009
- Norwegische Meisterschaft 1999, 2011, 2012, 2013, 2014
- Norwegischer Pokalsieg 1999, 2001
- Slowenische Meisterschaft 2004
- Slowenischer Pokalsieg 2004
- Champions-League-Sieg 2005, 2007, 2011
- Dänische Meisterschaft 2007
- Dänischer Pokalsieg 2005, 2010

## Auszeichnungen
- Welthandballerin 2001
- Wahl in das All-Star-Team der WM 1993, EM 1994, WM 1995, EM 1998, WM 1999, WM 2001
- Torhüterin des Jahres (norwegische Liga) 2001, 2002, 2011, 2012
- Torhüterin des Jahres (dänische Liga) 2005, 2006, 2007, 2008
- Im Jahr 2007 wurde sie zu Dänemarks Handballerin der Jahres gewählt.[7]
- Karolineprisen: 1994
- Auszeichnung vom International Committee of Fair Play: 1998[8]